# Nais magnaseta
Nais magnaseta är en ringmaskart som beskrevs av Harman 1973. Nais magnaseta ingår i släktet Nais och familjen glattmaskar. Inga underarter finns listade i Catalogue of Life.